# Visayakrypstare
Visayakrypstare (Rhabdornis rabori) är en fågel i familjen starar inom ordningen tättingar.

## Utseende och läte
Krypstarar är medelstora tättingar med ett liknande beteende som trädkrypare. Visayakrypstaren är brun ovan med mörkare vingar och stjärt, vit undertill med smutsvit strupe och ljusbruna sidor med breda vita strimmor. På huvudet syns en svart ansiktsmask och grå hjässa. Arten liknar strimmig krypstare, men har kortare och tjockare näbb samt grå istället för mörk hjässa med vita streck. Bland lätena hörs ljusa tjippande och skrin.

## Utbredning och systematik
Fågeln förekommer i Filippinerna på ön Negros. Den betraktades tidigare som underart till Rhabdornis inornatus men urskiljs numera allmänt som egen art. Tidigare placerades krypstararna i den egna familjen filippinkrypare, men DNA-studier visar att de egentligen är avvikande starar.

## Status
Den placeras i hotkategorin livskraftig.

## Namn
Släktesnamnet Rhabdornis är en sammansättning av grekiskans ῥαβδος (rhabdos, "strimma") och ορνις (ornis, "fågel").